# 두문동칠십이인
두문동칠십이인(杜門洞七十二人) 또는 두문동칠십이현(杜門洞七十二賢)은 고려 멸망 직후 고려에 충성을 다하고 절개를 지켰다고 전하는 72인의 유신(遺臣)들을 가리킨다. 공자가어와 사기는 공자의 승당제자를 72명으로 언급하고 있다. 동국 18현이 우리나라의 대표적 성리학자들이며, 두문동칠십이현은 근대화 이전 우리나라의 대표적 절개(節槪)와 충(忠)의 표상이었다.
그러나 72현의 구성에 대해서는 여러 가지 설이 있으나 1994년에 설립된 사단법인 고려역사선양회에서는 72현과 관련된 고려조, 조선조의 각종 역사서와 각 가문의 족보와 문집 등을 고증하여 가장 공통된 인물만을 선별하여 2007년 8월 30일 경기도 파주에 완공된 고려대전 충신각에는 정몽주(鄭夢周), 하자종(河自宗), 문자종(文自宗), 조의생(曺義生), 임선미(林先味)을 포함한 72현을 배위하여 봉안했다. 이들은 끝까지 고려에 충성을 다하고 지조를 지키기 위해 이른바 부조현(不朝峴)이라는 고개에서 조복(朝服)을 벗어던지고 현재 경기도 개풍군 광덕면 광덕산 기슭인 두문동(杜門洞)에 들어와 새 왕조 조선에 출사하지 않았다.
이후 정조 대 1783년, 당시 개경부유수였던 서유방(徐有防)이 두문동 72인 중 조의생(曺義生), 임선미(林先味)와 맹(孟)씨(이름이 전해지지 않음) 세 명을 숭절사(崇節祠)에 배향할 것을 상소하여 그대로 배향이 시행되었다. 이후 두문동에 표절사(表節祠)를 세워 그들을 모셨고, 후대에 박문수(朴門壽), 민안부(閔安富), 김충한(金沖漢) 등이 추가로 이곳에 배향되었다.
두문동에 관한 기록은 두문동 72현의 한 사람인 성사제의 후손인 성석주(成碩周, 1649~1695)가 그의 조상에 관한 일을 기록한 《두문동실기(杜門洞實記)》가 가문 내에 전해지다 순조 1809년 간행되었고, 고종 때 사헌부 장령 성대진(成大璡)이 두문동실기를 증보한 《두문동실기(병)속록(杜門洞實記(幷)續錄)》이 남아서 전해지고 있다. 당시 많은 선비들이 은거함에 따라 두문동이라는 곳이 나라 안 여러 곳에 남아 있었다. 이 후 집밖에 나가지 않는 것을 일컬어 '두문불출(杜門不出)'이라고 일컫게 되었다. 원래, '두문불출'이란 말은 '문을 닫고 나가지 않는다'는 뜻으로, 사마천의 《사기》 권68 상군열전 '公子虔杜門不出已八年矣'에서 유래된 것으로 여겨진다.

## 인원 구성
1783년 개경부유수 서유방의 상소문에 의하면, 두문동 태학생(太學生) 72인 중에 이름이 전해지는 사람은 조의생, 임선미와 맹씨 뿐이라고 하였다.

### 고려대전 《충신각》의 72현.[10]
- 정몽주(鄭夢周)
- 변숙(邉肅)
- 하자종(河自宗)
- 문자종(文自宗)
- 조의생(曺義生)
- 임선미(林先味)을 포함한 72현

### 〈두문제현충렬록〉에 확인되는 인물들
《두문동실기》〈두문제현충렬록(杜門諸賢忠烈錄)에서 '두문동에 들어갔다(入杜門洞)'거나 '두문동에 살았다(居杜門洞)'고 기록되는 등 두문동과 관련된 인물들은 아래와 같다. 각각 호와 이름을 기재하였다. (두문동에 들어갔다는 기재가 없거나 다른 지역에서 은거한 것이 분명한 사람은 기재를 보류하였다.)
| - 변숙(邉肅) - 송암(松庵) 박문수(朴門壽) - 송은(松隱) 구홍(具鴻) - 두문자(杜門子) 성사제(成思齊). 시호: 貞節, 보문각 직제학 - 원촌(遠村) 조의생(曺義生) - 휴암(休庵) 임선미(林先味) - 고천상(高天祥) - 뇌은(耒隱) 전귀생(田貴生) - 천은(川隱) 이맹운(李孟芸) - 조은(釣隱) 류구(柳玽) - 경은(畊隱) 전조생(田祖生) - 덕곡(德谷) 조승숙(趙承肅) - 다의당(多義堂) 채귀하(蔡貴河) - 신답(新畓) 서보(徐輔) - 농은(農隱) 민안부(閔安富) - 양촌(陽村) 원선(元宣) - 건곡(虔谷) 조유(趙瑜) - 용호(龍湖) 맹호성(孟好性) - 인재(獜齋) 이종학(李種學) - 안종약(安從約) - 백죽(栢竹) 배상지(裵尙志) - 민보문(閔普文) - 순은(醇隱) 신덕린(申德鄰) | - 동포(東蒲) 맹희도(孟希道) - 신순(申珣) - 수은(樹隱) 김충한(金沖漢) - 행촌(杏村) 윤규(尹珪) - 미산(眉山) 성부(成溥) - 신우(申㙖) - 정광(程廣) - 쌍회당(雙檜堂) 도동명(陶東明) - 이우당(二憂堂) 이경(李瓊) - 복애(伏崖) 국유(鞠襦) - 백헌(栢軒) 전신(全信) - 현계생(玄繼生) - 김진문(金振門) - 창주(滄洲) 문중계(文中啓) - 변옥란(卞玉蘭) - 벽은(僻隱) 유번(柳藩) - 적암(積巖) 서중보(徐仲輔) - 악은(岳隱) 노신(魯愼) - 퇴우당(退憂堂) 신익지(申翼之) - 신기(申淇) |

### 《두문동록》의 72현
《두문동록(杜門洞錄)》(김진근(金振根) 지음, 1928년 발행, 국립중앙도서관 소장)의 〈여조병절신칠십이인록(麗朝秉節臣七十二人錄)〉에는 고려 말기 충절을 지킨 신하 72명의 이름을 적고 있다. 물론, 이들 중에는 두문동에 은거하지 않은 사람들도 포함되어 있다.
| - 박문수(朴門壽) - 성사재(成思齋) - 조의생(曺義生) - 임선미(林先味) - 고천상(高天祥) - 전귀생(田貴生) - 이숭인(李崇仁) - 전조생(田祖生) - 구 홍(具 鴻). 좌시중 - 이맹예(李孟藝) - 유 순(柳 珣) - 우현보(禹賢寶) - 조승숙(趙承肅) - 채귀하(蔡貴河) - 서중보(徐仲輔) - 변 숙(邊 肅) - 박 령(朴 寧) - 박 심(朴 諶) - 신 안(申 晏) - 고천우(高天祐) - 조안경(趙安卿) - 정몽주(鄭夢周) - 박태검(朴泰儉) - 이 색(李 穡) | - 길 재(吉 再) - 이 유(李 裕) - 조 견(趙 狷) - 원 보(元 寶) - 이수인(李守仁) - 정희량(鄭熙良) - 김충한(金沖漢) - 이종학(李種學) - 최 해(崔 瀣) - 원천석(元天錫) - 김진양(金震陽) - 이반계(李攀桂) - 김 주(金 澍) - 최 양(崔 瀁) - 전오륜(全五倫) - 김약시(金若時).직제학 - 김자수(金自粹) - 이사경(李思敬) - 이수생(李遂生) - 조 공(趙 珙) - 남을진(南乙珍). 참지문하부사 - 이 행(李 行). 대제학 - 서 견(徐 甄) - 임 탁(林 卓) | - 이양중(李養中). 형조참의 - 김영비(金英庇) - 송 주(宋 柱) - 변귀수(邊龜壽) - 윤 규(尹 珪) - 김 준(金 俊) - 안종약(安從約) - 허 금(許 錦). 전리판서 - 박 침(朴 忱) - 배상지(裵尙志) - 국 유(鞠 襦) - 이유인(李惟仁) - 민보문(閔普文) - 성(成)(이름 결락) - 이 륜(李 倫) - 차(車)(이름 결락) - 엄(嚴)(이름 결락) - 민안부(閔安富) - 장(張)(이름 결락) - 김 엽(金 燁) - 설 응(薛 凝) - 박 익(朴 翊) - 함부열(咸傅說) 공양왕2년 예부상서 - 악은 심원부(岳隱 沈元符). 전리판서 |

### 《두문동실기》, 《두문동록》에서 이름이 누락된 인물
신라박씨 충헌공파 대종회의 72현인 목록과 대조 하였다. 성사제(成思齊)는 국문표기 문제, 민보(閔普)는 마지막 글자 누락 문제로 간주하여 2명은 열거하지 않았다.
| - 정희(鄭熙) - 조홍(趙洪) - 김육비(金六庇) - 윤육(尹陸) - 이석지(李釋之) - 임척(林隲) | - 차원조(車元覜) - 최문한(崔文漢). 충숙왕 부마 - 신석(申釋). 병부랑 - 신자악(申自嶽) - 김위(金瑋) - 신포시(申包翅) | - 박의중(朴宜中). 대사성 - 이양소(李陽昭) - 박태시(朴太始) - 길인적(吉仁迪) - 신이(申彛). 판도판서 - 반모(潘某) |

### 《두문동서원지》에 확인되는 인물
재령이씨 창원종친회에서 2012년 10월 발행한 《초역 두문동서원지》에 인물들이다. 이 번역본의 출간으로 재령 이씨 모은공파 대종회는 함안문화원에서 2013년 1월 17일에 발간 기념회를 열기도 하였다.
두문동 서원은 4실 22간으로 이루어졌는데 4실은 표절실(表節室), 순절실(殉節室), 항절실(抗節室), 정절실(靖節室)이고
표절실은 순절반, 항절반, 정절반으로 나누어 두문동 72현을 배향하였는데, 순절실은 순절반, 항절실은 항절반, 정절실은 정절반으로 두문동외 제현을 배향하였다.
두문동서원의 배향된 인원은 55위과 두문동외 제현은 65위 총 120위를 봉안하고 있다.
| 구분          | 실     | 반     | 봉안위수 | 소계 | 총계 |
| ------------- | ------ | ------ | -------- | ---- | ---- |
| 두문동 72현   | 표절실 | 순절반 | 17       | 55   | 120  |
| 두문동 72현   | 표절실 | 항절반 | 31       | 55   | 120  |
| 두문동 72현   | 표절실 | 정절반 | 7        | 55   | 120  |
| 두문동외 제현 | 순절실 | 순절반 | 11       | 65   | 120  |
| 두문동외 제현 | 항절실 | 항절반 | 34       | 65   | 120  |
| 두문동외 제현 | 정절실 | 정절반 | 20       | 65   | 120  |

#### 표절실 순절반 (17현)
| 성명           | 호     | 본관 | 관직                   | 시호       | 비고                    |
| -------------- | ------ | ---- | ---------------------- | ---------- | ----------------------- |
| 박문수(朴門壽) | 松菴   | 竹山 | 찬성사(贊成事)         | 충현(忠顯) | 초명(初名)은 문주(門柱) |
| 임선미(林先味) | 休菴   | 淳昌 | 태학생                 |            |                         |
| 조의생(曺義生) | 遠村   | 昌寧 | 태학생                 |            |                         |
| 맹호성(孟好性) | 龍湖   | 新昌 | 태학생                 |            |                         |
| 성사재(成思齊) | 杜門子 | 昌寧 | 보문각직제학           | 정절(貞節) |                         |
| 조대운(曺大運) | 山狂   | 昌寧 | 문하시중               |            |                         |
| 신익지(申翼之) | 退憂堂 | 平山 | 이부상서               |            |                         |
| 신이(申彛)     | 愼歸齋 | 平山 | 판도판서(版圖判書)     |            |                         |
| 신우(申瑀)     |        | 平山 | 판문하성사(判門下省事) |            |                         |
| 국유(鞠濡)     | 伏崖   | 潭陽 | 호부상서(戶部尙書)     |            |                         |
| 고천상(高天祥) |        | 開城 | 밀직사(密直使)         |            |                         |
| 심원부(沈元符) | 岳隱   | 靑松 | 전리판서(典理判書)     |            | 민안부(閔安富)의 처조카 |
| 이경(李瓊)     | 二憂堂 | 河濱 | 목사(牧使)             |            |                         |
| 서중보(徐仲輔) | 積巖   | 長城 | 봉정대부(奉正大夫)     |            |                         |
| 신순(申珣)     |        | 平山 | 직랑(直郞)             |            |                         |
| 신기(申淇)     |        | 平山 | 온수감(溫水監)         |            |                         |
| 현계생(玄繼生) |        | 義昌 | 태학생                 |            |                         |

#### 표절실 항절반 (31현)
| 성명            | 호     | 본관 | 관직                   | 시호       | 비고                    |
| --------------- | ------ | ---- | ---------------------- | ---------- | ----------------------- |
| 김충한          | 樹隱   | 慶州 | 예의판서(禮儀判書)     | 문민(文敏) |                         |
| 민안부(閔安富)  | 農隱   | 驪興 | 예의판서(禮儀判書)     |            | 심원부(沈元符)의 고모부 |
| 이치(李致)      | 漁隱   | 陜川 | 보문각직제학           |            | 초명(初名)은 감(敢)     |
| 전귀생(田貴生)  | 耒隱   | 潭陽 | 보문각대제학           | 문혜(文惠) |                         |
| 이유(李裕)      | 海隱   | 瓮津 | 전객서령(典客署令)     |            | 초명(初名)은 덕유(德裕) |
| 구홍            | 松隱   | 綾城 | 문하시중               | 문절(文節) | 초명(初名)은 성두(成斗) |
| 곽추            | 仰天齋 | 淸州 | 예문관제학             | 문량(文良) |                         |
| 송인(宋寅)      | 松村   | 南陽 | 문하시중               |            |                         |
| 고천우(高天祐)  |        | 開城 | 도총제(都摠制)         |            | 고천상(高天祥)의 제(弟) |
| 전오륜          | 採薇軒 | 旌善 | 전법판서(典法判書)     |            |                         |
| 채귀하(蔡貴河)  | 多義堂 | 仁川 | 호조전서(戶曹典書)     | 정의(貞義) |                         |
| 박침(朴忱)      |        | 密陽 | 호조전서(戶曹典書)     |            |                         |
| 이맹운(李孟芸)  | 川隱   | 瓮津 | 호조전서(戶曹典書)     |            | 이유(李裕)의 자(子)     |
| 변숙(邊肅)      | 慕麗堂 | 原州 | 호조전서(戶曹典書)     | 문절(文節) |                         |
| 조안경[(趙安卿) | 孤竹齋 | 成安 | 호조전서(戶曹典書)     |            |                         |
| 서보(徐輔)      | 新畓   | 利川 | 공조전서(工曹典書)     |            |                         |
| 박심(朴諶)      | 海隱   | 沔川 | 공조전서(工曹典書)     |            | 초명(初名)은 용고(用吉) |
| 박영(朴寧)      | 法村   |      | 공조전서(工曹典書)     |            |                         |
| 범세동          | 伏崖   | 瑯揶 | 덕영부윤(德寧府尹)     | 문충(文忠) |                         |
| 신안(申晏)      | 黃衣翁 | 平山 | 종부시령(宗簿寺令)     |            |                         |
| 원선(元宣)      | 陽村   | 原州 | 판삼사좌윤(判三司左尹) |            |                         |
| 조승숙(趙承肅)  | 德谷   | 成安 | 부여감무(扶餘監務)     |            |                         |
| 신감(平山)      |        | 平山 | 집현전랑(集賢殿郞)     |            |                         |
| 성부            | 眉山   | 昌寧 | 형부총랑(刑部摠郞)     |            |                         |
| 김약시(金若時)  | 陰村   | 光山 | 진현관직제학           | 충정(忠定) |                         |
| 조유도(曺由道)  |        | 昌寧 | 보문각직제학           |            | 조대운(曺大運)의 자(子) |
| 도동명(陶東明)  | 雙檜堂 | 順天 | 남대장령(南臺掌令)     |            |                         |
| 임탁(林卓)      |        | 羅州 | 해남감무(海南監務)     |            |                         |
| 이명성(李明誠)  | 松隱   | 公州 | 감찰어사(監察御史)     | 문성(文成) |                         |
| 이오(李午)      | 茅隱   | 載寧 | 진사                   |            |                         |
| 이수생(李遂生)  | 尊庵   | 遂安 | 생원                   |            |                         |

#### 표절실 정절반 (7현)
| 성명           | 호     | 본관 | 관직                   | 시호 | 비고 |
| -------------- | ------ | ---- | ---------------------- | ---- | ---- |
| 배상지(裵尙志) | 柏竹堂 | 興海 | 판사복사사(判司僕寺事) |      |      |
| 변윤(卞贇)     |        | 草溪 | 문하평리(門下評里)     |      |      |
| 이유인(李惟仁) |        | 安城 | 밀직부사               |      |      |
| 채옥택(蔡玉澤) |        | 平康 | 영호군(領護軍)         |      |      |
| 최문한(崔文漢) | 忠齋   | 江陵 | 판군기시사(判軍器寺事) |      |      |
| 이탕휴(李湯休) |        | 寧川 | 한림학사               |      |      |
| 허징(許徵)     |        | 陽川 | 용진현령(龍津縣令)     |      |      |

#### 순절실 순절반 (11현)
| 성명           | 호     | 본관 | 관직               | 시호       | 비고                    |
| -------------- | ------ | ---- | ------------------ | ---------- | ----------------------- |
| 정몽주         | 圃隱   | 延日 | 문하시중           | 문충(文忠) | 문묘(文廟)에 배향(配享) |
| 이숭인(李崇仁) | 陶隱   | 星州 | 보문각제학         | 문충(文忠) |                         |
| 이종학(李種學) | 麟齋   | 韓山 | 추밀학사           |            | 이색(李穡)의 자(子)     |
| 신득청(申得淸) | 理猷軒 | 平山 | 이부상서           |            |                         |
| 김진양(金震陽) | 草屋子 | 慶州 | 산기상시(散騎常侍) |            |                         |
| 김자수(金自粹) | 桑村   | 慶州 | 도관찰사(都觀察使) |            |                         |
| 손등(孫登)     |        | 密陽 | 부사(府使)         |            |                         |
| 하경(河檠)     |        | 晋州 | 헌납(獻納)         |            |                         |
| 홍노(洪魯)     | 敬齋   | 缶溪 | 한림학사           |            |                         |
| 이초(李初)     |        | 旌善 | 중랑장(中郞將)     |            |                         |
| 차원부(車原頫) | 雲巖   | 延安 | 정언(正言)         |            |                         |

#### 항절실 항절반 (34현)
| 성명           | 호     | 본관 | 관직                   | 시호       | 비고                                            |
| -------------- | ------ | ---- | ---------------------- | ---------- | ----------------------------------------------- |
| 이색           | 牧隱   | 漢山 | 한산부원군(漢山府院君) | 문정(文靖) |                                                 |
| 길재           | 冶隱   | 海平 | 문하주서(門下注書)     | 문절(文節) |                                                 |
| 최윤덕(崔允德) | 遜菴   | 耽津 | 영도첨의(領都僉議)     |            |                                                 |
| 최첨노(崔添老) | 石溪   | 慶州 | 내시령(內侍令)         |            |                                                 |
| 도응(都膺)     | 靑松堂 | 星州 | 찬성                   |            |                                                 |
| 공은(孔㒚)     | 孤山   | 曲阜 | 문하시랑               |            |                                                 |
| 이중인(李中仁) |        | 龍仁 | 문하시중               |            |                                                 |
| 이옹(李邕)     | 釣隱   | 牙山 | 문하시중               |            |                                                 |
| 남을진(南乙珍) | 丙齋   | 宜寧 | 참지문하(參知門下)     |            |                                                 |
| 장안세(張安世) | 松隱   | 仁同 | 덕영부윤(德寧府尹)     | 충정(忠貞) |                                                 |
| 맹희도         | 東浦   | 新昌 | 한성윤(漢城尹)         |            | 맹유(孟裕)의 자(子)                             |
| 최양(崔瀁)     | 晩六堂 | 全州 | 보문각대제학           | 충익(忠翼) |                                                 |
| 조호(趙瑚)     | 檜谷   | 平壤 | 보문각대제학           |            |                                                 |
| 최유강(崔有江) | 杜老   | 慶州 | 전법판서(典法判書)     |            |                                                 |
| 박덕공(朴德公) |        | 竹山 | 도총제(都摠制)         |            | 박문수(朴門壽)의 재종질(再從姪)                 |
| 조열(趙悅)     | 琴隱   | 咸安 | 공조전서(工曹典書)     |            |                                                 |
| 문익점         | 三憂堂 | 南平 | 대사성                 | 충선(忠宣) |                                                 |
| 김사렴(金士廉) | 梧隱   | 安東 | 안렴사                 |            |                                                 |
| 신우(申祐)     | 退齋   | 鵝洲 | 안렴사                 |            |                                                 |
| 손효정(孫孝貞) |        | 密陽 | 좌윤(左尹)             |            |                                                 |
| 이옥(李沃)     |        | 陽城 | 강릉절제사(江陵節制使) | 정절(靖節) |                                                 |
| 이린(李璘)     | 東岡   | 原州 | 종부시령(宗簿寺令)     |            |                                                 |
| 박익(朴翊)     | 松隱   | 密陽 | 예부시랑               | 충숙(忠肅) | 초명(初名)은 천익(天翊) 구홍(具鴻)의 생질(甥姪) |
| 최이(崔邇)     | 遯翁   | 慶州 | 온수감무(溫水監務)     |            |                                                 |
| 조유(趙瑜)     | 虔谷   | 玉川 | 전농시부정(典農寺副正) |            |                                                 |
| 옥사온(玉斯溫) | 正隱   | 宜春 | 진현관제학             |            |                                                 |
| 허기(許麒)     | 湖隱   | 金海 | 중랑장(中郞將)         |            |                                                 |
| 정희(鄭熙)     | 默隱   | 河東 | 진현관직제학           |            |                                                 |
| 서견(徐甄)     | 竹松塢 | 利川 | 장령(掌令)             |            |                                                 |
| 윤충보(尹忠輔) | 驪江   | 茂松 | 안성군사(安城郡事)     |            |                                                 |
| 최원(崔原)     | 保勝   | 水原 | 종부시사(宗簿寺事)     |            |                                                 |
| 신포시         | 壺村   | 高靈 | 진사                   |            | 신덕린(申德隣)의 자(子) 김충한(金沖漢)의 서(婿) |
| 원천석(元天錫) | 耘谷   | 原州 | 진사                   |            |                                                 |
| 이양소(李陽昭) | 琴隱   | 順天 | 진사                   | 문열(文烈) |                                                 |

#### 정절실 정절반 (20현)
| 성명           | 호     | 본관 | 관직                       | 시호       | 비고                            |
| -------------- | ------ | ---- | -------------------------- | ---------- | ------------------------------- |
| 김주(金澍)     | 籠巖   | 善山 | 예의판서(禮儀判書)         | 충정(忠貞) |                                 |
| 나천서(羅天瑞) |        | 安定 | 안천군(安川君)             |            |                                 |
| 민유(閔愉)     | 思菴   | 驪興 | 찬성                       |            | 초명(初名)은 사평(思平)         |
| 전조생(田祖生) | 耕隱   | 潭陽 | 찬성                       | 문원(文元) |                                 |
| 김전(金鈿)     | 自浦翁 | 安東 | 찬성                       |            |                                 |
| 조공(趙珙)     |        | 白川 | 영삼사사(領三司事)         |            |                                 |
| 전자수(田子壽) | 晦亭   | 潭陽 | 첨의평리(僉議評里)         |            | 전조생(田祖生)의 손(孫)         |
| 노신(魯愼)     | 岳隱   | 咸豊 | 상호군(上護軍)             | 무열(武烈) | 초명(初名)은 철(哲)             |
| 신아(申雅)     | 漢川子 | 平山 | 밀직사사(密直司使)         |            | 신익지(申翼之)의 자(子)         |
| 홍재(洪載)     | 晩隱   | 豊山 | 판도판서(版圖判書)         | 문정(文貞) |                                 |
| 신덕린         | 醇隱   | 高靈 | 예의판서(禮儀判書)         |            |                                 |
| 맹유(孟裕)     |        | 新昌 | 이부상서                   |            | 구홍(具鴻)의 재종고숙(再從姑叔) |
| 이춘계(李春啓) |        | 陜川 | 호조상서                   |            |                                 |
| 양우(梁祐)     | 默齋   | 南原 | 집현전대제학(集賢殿大提學) |            |                                 |
| 송교(宋皎)     | 睡雲庵 | 曞山 | 전의령(典醫令)             |            |                                 |
| 김약(金瀹)     | 弗降   | 光山 | 군기상서(軍器尙書)         |            |                                 |
| 선윤지         | 退休堂 | 寶城 | 안렴사                     |            |                                 |
| 민유의(閔由誼) | 漁逸   | 驪興 | 한림학사                   |            |                                 |
| 이조(李蓨)     |        | 慶州 | 문하사인(門下舍人)         |            |                                 |
| 민보문(閔普文) |        | 驪興 | 군사(郡事)                 |            |                                 |

## 같이 보기
- 고려의 유교
- 두문불출
- 고려의 행정 구역#십도
- 태학 (고구려)